# أو جاي هو
أو جاي هو (هانغل: 오지호)؛ هو عارض وممثل كوري جنوبي، ولد في 14 أبريل 1976 بموكبو في كوريا الجنوبية.

## فيلموغرافيا

### مسلسلات تلفزيونية
- صائد العبيد
- سيدتي الجميله
- ملك المكتب
- أكثر من مجرد خادمة[4]
- أحب واحد في الحب
- فندق ديل لونا ، والدة شان سونغ (ظهور ، الحلقة 1 و 16).[5]
- ما خطب ! بونغ سانغ.[6]
- أبدا مرتين.
- ملكة القناع[7]

## وصلات خارجية
- أو جاي هو على موقع IMDb (الإنجليزية)
- أو جاي هو على موقع قاعدة بيانات الفيلم (الإنجليزية)